# 47-й танковый корпус (вермахт)
47-й танковый корпус (нем. XXXXVII. Panzerkorps) — оперативно-тактическое объединение сухопутных войск нацистской Германии в период Второй мировой войны. Создан 21 июня 1942 года из 47-го моторизованного корпуса.

## Боевой путь корпуса
В 1942 году — на Восточном фронте, в составе группы армий «Центр» (в районе Орла).
В июле 1943 года — бои на северном фасе Курской дуги.
С сентября 1943 года — в составе группы армий «Юг», в районе Кременчуга.
В апреле 1944 года — бои в Румынии, в районе Яссы.
С мая 1944 года — на Западном фронте, с июня 1944 — бои в Нормандии, осенью 1944 — бои в Эльзасе, в декабре 1944 — бои в Арденнах.
С февраля 1945 года — на Нижнем Рейне.

## Состав корпуса
В декабре 1942
- 18-я танковая дивизия
- 208-я пехотная дивизия
- 211-я пехотная дивизия

В июле 1943
- 2-я танковая дивизия
- 9-я танковая дивизия
- 20-я танковая дивизия
- 6-я пехотная дивизия

В декабре 1943
- 106-я пехотная дивизия
- 282-я пехотная дивизия
- 320-я пехотная дивизия
- 389-я пехотная дивизия

В июне 1944
- 5-я парашютная дивизия

В сентябре 1944
- 21-я танковая дивизия
- 111-я танковая бригада
- 112-я танковая бригада
- 113-я танковая бригада

15 декабря 1944

| - Командующий: генерал танковых войск H. von Lüttwitz - 182-й зенитный штурмовой полк - 1124-я тяжёлая артиллерийская батарея - 1119-я тяжёлая миномётная батарея - 600-й инженерный батальон - 15-я моторизованная народная миномётная бригада - 55-й полк реактивных миномётов: - 1-й батальон: 3 (mot) батареи (6 150 мм пусковые установки) - 2-й батальон: 3 (mot) батареи (6 210 мм пусковые установки) - 3-й батальон: то же, что 1-й батальон - 85-й полк реактивных миномётов: - 1-й батальон: 3 (mot) батареи (6 150 мм пусковые установки) - 2-й батальон: такой же как 1-й батальон - 3-й батальон: 3 (mot) батареи (6 300 мм пусковые установки) - 766-й моторизованный народный артиллерийский корпус - 1-й батальон (RSO): 3 (motZ) батареи (6 75mm FK 40) - 2-й батальон: 2 (motZ) батареи (6 150mm sFH) - 3-й батальон (RSO): 3 (motZ) батареи (6 105mm leFH 18/40) - 4-й батальон: 2 (motZ) батареи (6 150mm sFH) - 5-й батальон: 2 (motZ) батареи (6 150mm sFH) - 6-й батальон (поднят на 1/9/45): 2 (motZ) батареи (3 210mm mörsers), 1 (motZ) батарея (3 170mm guns) - 2-я танковая дивизия: полковник M. von Lauchert (5,951/3,431/5,433) - 1/,2/3-й танковый полк - Mk V Panther — 60/51/49/0 - Mk IV — 30/28/26/0 - 1/,2/2-й моторизованный полк - 1/,2/304-й моторизованный полк - 1/,2/,3/74-й артиллерийский полк - 105mm lFH 18/40 — 13/13/0/0 (on 14 Dec — 12) - 150mm sFH 18 — 8/11/0/0 (on 14 Dec — 11) - Wespe — 12/5/0/4 (on 14 Dec — 0) - Hummel — 6/6/0/0 (on 14 Dec — 17) - 100mm K18 — 4/4/0/0 (on 14 Dec — 4) - 2-й разведывательный батальон - 38-й противотанковый дивизион - StuG — 49/48/34/1 - Heavy PAK — 13/13/11/0 - 38-й инженерный батальон - 38-й батальон связи - 273-й зенитный дивизион | - Танковая учебная дивизия: генерал-лейтенант F. Bayerlein - 1/,2/130-й танковый полк (30 Mk IV, 23 Mk V) - Mk V Panther — 34/29/23/10 - Mk IV — 34/34/30/10 - 1/,2/901-й моторизованный полк - 1/,2/902-й моторизованный полк - 1/,2/,3/130-й танковый артиллерийский полк - 105mm lFH 18/40 — 12/7/5/0 (on 14 Dec — 9) - 150mm sFH 18 — 16/12/9/0 (on 14 Dec — 12) - 130-й разведывательный батальон - 130-й противотанковый дивизион (Heavy Pak — 13/3/3/611) - 130-й инженерный батальон - 130-й батальон связи - 311-й зенитный дивизион - 559-й противотанковый дивизион (19 Jpz V & Jpz IV) - 243-й дивизион штурмовых орудий (StuG — 21/15/14/4) - 26-я народная пехотная дивизия: полковник H. Kokott - 1/,2/39-й стрелковый полк - 1/,2/77-й народный пехотный полк - 1/,2/78-й народный пехотный полк - 1/,2/,3/,4/26-й артиллерийский полк - 75mm FK 40 (14 Dec) — 18 - 105mm lFH 18/40 (14 Dec) — 24 - 150mm sFH 18 (14 Dec) — 12 - 26-й стрелковый батальон - 26-й разведывательный батальон - 26-я стрелковая рота - 26-й противотанковый дивизион (14 Hetzer Jpz38t) - 26-й инженерный батальон - 26-й батальон связи |

В марте 1945
- 116-я танковая дивизия
- 84-я пехотная дивизия
- 6-я парашютная дивизия

## Командующие корпусом
- С 21 июня 1942 — генерал артиллерии Йоахим Лемельзен
- С 4 ноября 1943 — генерал танковых войск Эрхард Раус
- С 25 ноября 1943 — генерал пехоты Рудольф фон Бюнау
- С 31 декабря 1943 — генерал танковых войск Николаус фон Форман
- С 4 марта 1944 — генерал танковых войск Ханс фрайхерр фон Функ
- С 4 сентября 1944 — генерал танковых войск фрайхерр Генрих фон Лютвиц